# Gunnar Hansen

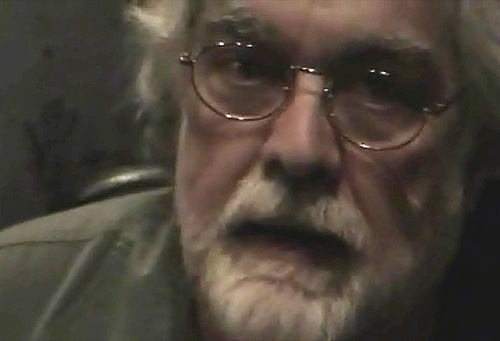
Gunnar Hansen.

Gunnar Milton Hansen (Reikiavik, 4 de marzo de 1947-Northeast Harbor, Maine, 7 de noviembre de 2015) fue un actor y escritor estadounidense de origen islandés, conocido mundialmente por su papel como Leatherface en la película The Texas Chain Saw Massacre (1974).

## Vida personal
Hansen nació en Reikiavik, Islandia, y se mudó a los Estados Unidos cuando tenía cinco años. Vivió en Maine hasta la edad de once años, cuando su familia se mudó a Texas, donde asistió al Austin High School y la Universidad de Texas en Austin. Se especializó en Inglés y matemáticas como estudiante, y luego fue a la escuela de posgrado en Estudios escandinavos e Inglés.

## Biografía
Su primer trabajo fuera de la escuela secundaria fue como operador de computadora, antes de comenzar a trabajar en el teatro de la universidad. También fue jugador de fútbol durante la escuela secundaria, y por un tiempo encargado de seguridad de un bar. En 1973, justo después de terminar la universidad, Hansen se enteró de que estaban rodando The Texas Chain Saw Massacre en Austin y decidió probar suerte, consiguiendo el papel de Leatherface, el asesino enmascarado de la película.
Tras el éxito de la película, Hansen coprotagonizó Demon Lover, pero tras la experiencia decidió no seguir actuando para poder proseguir su carrera como escritor. En 1975, después de un año adicional de estudios de posgrado, Hansen se trasladó a Maine y comenzó a escribir. Durante esa época, rechazó un papel en la película de terror de culto Las colinas tienen ojos.

## Filmografía
| Año  | título                            | Personaje                | Observaciones                         |
| ---- | --------------------------------- | ------------------------ | ------------------------------------- |
| 1974 | The Texas Chain Saw Massacre      | Leatherface              |                                       |
| 1977 | The Demon Lover                   | Prof. Peckinpah          |                                       |
| 1988 | Hollywood Chainsaw Hookers        | El extranjero            |                                       |
| 1991 | Campfire Tales                    | Ralph                    |                                       |
| 1995 | Exploding Angel                   | Walter                   |                                       |
| 1995 | Mosquito                          | Earl el ladrón de bancos |                                       |
| 1995 | Freakshow                         | Freakmaster              | Directamente para vídeo               |
| 1996 | Repligator                        | Dr. Kildare              |                                       |
| 1999 | Hellblock 13                      | El ejecutor              | Directamente para vídeo               |
| 2002 | Hatred of a Minute                | Barry                    |                                       |
| 2002 | Witchunter                        | Michael Jones            | Directamente para vídeo               |
| 2002 | Rachel's Attic                    | Ronald                   |                                       |
| 2002 | Sinister                          | El Gaitero               | Cortometraje                          |
| 2003 | Next Victim                       | Doctor Howard            |                                       |
| 2004 | The Business                      | Abuelo                   | Cortometraje, directamente para vídeo |
| 2004 | Chainsaw Sally                    | Papaito                  |                                       |
| 2004 | Murder-Set-Pieces                 | Mecánico                 |                                       |
| 2005 | Apocalypse and the Beauty Queen   | Reggie                   |                                       |
| 2005 | Wolfsbayne                        | El anciano               |                                       |
| 2006 | Swarm of the Snakehead            | Gunner                   |                                       |
| 2006 | The Deepening                     | Dr. Chambers             |                                       |
| 2007 | Brutal Massacre: A Comedy         | Krenshaw                 |                                       |
| 2007 | Shudder                           |                          | Directamente para vídeo               |
| 2007 | Gimme Skelter                     | Porter Sandford          |                                       |
| 2009 | Won Ton Baby!                     | Dr. Kurt Severson        |                                       |
| 2009 | It Came from Trafalgar            | Tex Ghoul                |                                       |
| 2009 | Reykjavik Whale Watching Massacre | Capitán Pétur            |                                       |
| 2012 | Texas Chainsaw 3D                 | Boss Sawyer              |                                       |